# Laphria bimaculata
Laphria bimaculata là một loài ruồi trong họ Asilidae. Laphria bimaculata được Walker miêu tả năm 1855. Loài này phân bố ở vùng Tân nhiệt đới.